# Landsbesluit
Een landsbesluit is een besluit uit naam van de gouverneur van Aruba, Curaçao of Sint Maarten dat  wordt medeondertekend door een of meer ministers die er verantwoordelijkheid voor dragen (contraseign). Door middel van een landsbesluit kunnen bijvoorbeeld personen in publieke functies worden benoemd of ontslagen. Het landsbesluit is vergelijkbaar met het Nederlandse (klein) koninklijk besluit.
Een landsbesluit dat algemeen verbindende rechtsnormen bevat, wordt een 'landsbesluit, houdende algemene maatregelen' (landsbesluit h.a.m.) genoemd. Deze zijn te vergelijken met de Nederlandse algemene maatregel van bestuur.
De term 'landsbesluit' werd geïntroduceerd in de interimregelingen voor Suriname en de Nederlandse Antillen van 1949/1950. Voordien sprak men van een 'besluit van de gouverneur'. 